# 美麗人生 (民視電視劇)
《美麗人生》是民視繼《浪淘沙》後製作的第二部大河連續劇，於2005年首播，講述台灣首位醫學博士杜聰明的故事，其故事背景橫跨日治時代至戰後初期。播出時間為每週六日晚間十點。。

## 演員陣容

### 主要角色
- 翁家明 飾 杜聰明
- 歡　歡 飾 林雙隨
- 霍正奇 飾 邱江水
- 王識賢 飾 杜家齊
- 李　㼈 飾 蔡培火

### 其他角色
- 王駿逸 飾 幼年杜聰明
- 加勢大周 飾 小竹德吉
- 小林麻美 飾 小竹夫人
- 內田忠克 飾 加藤教官
- 葛西健二 飾 岡本教授
- 江俊翰 飾 岸谷信
- 黃永蔚 飾 岸谷妻
- 聶秉賢 飾 林仲衡
- 黃金鳳 飾 奶　媽
- 陳若萍 飾 張純純
- 鍾　天 飾 施　乾
- 馬國賢 飾 李賢樹
- 陳冠霖 飾 李振華
- 陳心妤 飾 杜淑純
- 紀來和 飾 知　事
- 王希華 飾 教　授
- 張佑鳴 飾 田　中
- 翁順興 飾 鄉　民
- 管謹宗 飾 林可勝
- 吳世陽 飾 傅斯年
- 蔡幼龍 飾 葉水石

## 製作團隊
- 製作人：蔡英典、郝孝祖
- 監製：蘇維國
- 策劃：黃國卿
- 執行製作：林億昌
- 外景攝影：合瑪傳播、吳毅辰
- 外景燈光：王家富、簡至勇
- 日語指導：汪瑞堂
- 台語指導：盧彪
- 副導演：李慧心
- 導演：侯伯威

- 企宣小組：杜蕙如、陳玲慧、鄧清修、鄭雅慧、李清福、饒怡芬、侯俊偉、龔冠華、邱梅嫺
- 製作助理：莊坤樺、江泓毅
- 場記：王文妏
- 化妝：胡鳳瑛、李珮瑋
- 梳妝：林靜紋
- 服裝：趙淑萍
- 造型：王碧華

- 道具：張世豪、陳鈞秉
- 陳設：洪世忠
- 音樂：聲動錄音室、席裕龍
- 效果·混音：鄭炳焜
- 音樂提供：和成文教基金會「吾鄉吾土台灣民謠交響詩」
- 錄製：瑞豐傳播有限公司

## 電視節目的變遷
| 中華民國 民視無線台                   | 中華民國 民視無線台                        | 中華民國 民視無線台 |
| ------------------------------------- | ------------------------------------------ | ------------------- |
|                                       | 美麗人生 （2005年9月11日－2005年11月13日） |                     |
| 浪淘沙 （2005年5月7日－2005年9月4日） | 八兩金 （2005年11月19日－2006年2月19日）   |                     |

| 中華民國 民視無線台 星期一至二 22:15 - 23:15 | 中華民國 民視無線台 星期一至二 22:15 - 23:15 | 中華民國 民視無線台 星期一至二 22:15 - 23:15 |
| -------------------------------------------- | -------------------------------------------- | -------------------------------------------- |
|                                              | 美麗人生 （2020年3月16日－2020年4月27日）    |                                              |
| 雙城故事 （2020年1月21日－2020年3月12日）    | 醫學大聯盟 （2020年4月28日－）               |                                              |